# 태풍 카눈 (2005년)
태풍 카넌 (KHANUN) 은 2005년 9월 7일부터 9월 13일까지 활동했고 최저기압 945 hPa를 기록했던 2005년의 제15호 태풍이다. 4등급 태풍(SSHS)이다. 일본 사키시마 지역과 중국에 영향을 주었다. 이름인 카넌은 태국에서 제출하였으며 열대 과일인 잭프루트를 의미한다.

## 같이 보기
- 2005년 태풍